# Burgruine Kollmitz
Die Burgruine Kollmitz ist die Ruine einer Spornburg östlich des Ortes Raabs an der Thaya auf einem steil abfallenden Felssporn, der von der Thaya in weiter Schleife umflossen wird. Sie liegt in der Katastralgemeinde Kollmitzdörfl der Gemeinde Raabs an der Thaya.
Die zyklopischen Mauern mit zwei runden Ecktürmen sind die Reste einer der größten, einst weitläufigen, mittelalterlichen, bedeutendsten Burganlagen Niederösterreichs. Der halbkreisförmige Torturm mit Spitzbogentor, der Hungerturm, der Bergfried und Reste eines zweigeschoßigen Wohngebäudes sowie verschiedener anderer Bauteile sind erhalten. Im Nordwesten erhebt sich die um 1450 gegen Georg von Podiebrad erbaute, etwa 110 Meter lange sogenannte Böhmische Mauer, die der Burg in einer Entfernung von etwa 300 Metern vorgelagert ist.

## Geschichte
Die Burg wurde im 13. Jahrhundert erstmals urkundlich erwähnt. Im 14. Jahrhundert gab es dort ein Landgericht, dessen Galgen bei Ludweis stand. Die Herrschaft wechselte öfter (Wallseer, Winkel, Kratzer, Thyrna), bis die Burg 1411 Herrschaftssitz der Freiherren von Hofkirchen wurde. Wolfgang von Hofkirchen, der letzte Kollmitzer Hofkirchen starb 1611 im Prager Exil, wohin er wegen seines evangelischen Glaubens vertrieben wurde. Er war in der Gegenreformation von den katholischen Habsburgern als Rädelsführer der evangelischen Adelsstände betrachtet worden. 

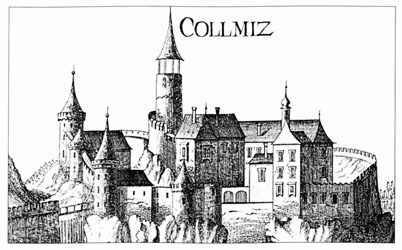
Kollmitz um 1672

Kollmitz war rund 300 Jahre lang eng mit Drösiedl verbunden. Ab 1570 wurde Drösiedl zu einer Renaissanceburg umgebaut und die alte Burg Kollmitz wäre möglicherweise sogar verlassen worden, wenn nicht nach der Vertreibung Hofkirchens andere Besitzer dort gewohnt hätten.
Die Burg war ab 1616 Eigentum der Schütter, dann der Schubhardt, seit 1693 des Stiftes Pernegg, und 1708 gelangte die Burg schließlich in den Besitz von Franz Anton von Quarient und Raal (manchmal auch Raall), Inhaber der Herrschaft Raabs, der sie jedoch verfallen ließ. Dass die Burg wegen der Dachsteuer aufgegeben wurde, ist eine Legende. Es gab nach 1708 einfach keine Verwendung mehr für die Gebäude, darum verfielen sie bzw. wurden sogar als Steinbruch genutzt.
Die Burg hatte eine Vorgängerin auf der anderen Talseite westlich von Kollmitzgraben, deren Standort kaum mehr zu erkennen ist. Vermutlich trug diese Burg, die nur ca. 150 Jahre bewohnt wurde, den Namen Hauenstein. Erst mit dem Neubau von Kollmitz 400 m östlich wurde diese alte Burg verlassen. Alle bekannten Nennungen von Chalmunze etc. vor 1250 beziehen sich auf den Kollmitzberg bei Amstetten. Eine dendrochronologische Untersuchung ergab, dass 1319 der Bergfried der neuen Burg Kollmitz fertiggestellt wurde.
Eine gute Sicht auf die Burganlage bietet die Talstraße, die an der Thaya entlangführt.
Seit dem Jahr 1974 kümmert sich der „Verein zur Erhaltung der Burgruine Kollmitz“ um die Anlage, gegründet im selben Jahr vom Komponisten und Heimatforscher Herbert Loskott. Im Sommer wird auf der Ruine eine Jausenstation betrieben.